# Postschlüssel
Der Postschlüssel oder Z-Schlüssel ist ein in Österreich gebräuchlicher, einheitlicher kleiner Schlüssel, mit dem die Haustür von vielen Mehrparteien-Wohnhäusern über die Ansteuerung eines elektrischen Türöffners geöffnet werden kann.
Er sperrt den Schließzylinder des Postschlosses, das meist in das Klingelbrett oder die Sprechanlage eingebaut ist. Eine Vierteldrehung nach rechts lässt innen einen kleinen Riegel meist auf einen standardisierten Mikroschalter drücken, der den Strom zum Betätigen des Türöffners einschaltet. Nur in der Ausgangsposition kann der Schlüssel wieder abgezogen werden.
Das System gibt es seit etwa 1980, als Sprechanlagen mit Türöffnern schon weit verbreitet waren. Der Schlüssel war ursprünglich der Post, Müllabfuhr, Feuerwehr und anderen Einsatzkräften vorbehalten und daher nicht frei zu kaufen. Zunehmend wurde er jedoch von Hausverwaltungen, Schneeräum- und Hausreinigungdiensten eingesetzt, um Wartezeiten für die Dienstleister und ungewollte Störung von Hausparteien durch Anläuten zu vermeiden. Berechtigte ersparen sich einen teuren und unhandlich schweren Schlüsselbund.
Der Postschlüssel aus gelbem Messing ist etwas zarter und mit 47 mm deutlich kürzer als typisch 55–60 mm Länge Schlüssel für Zylinderschlösser in Türen. Das trotz ebenso 5 Zacken-Mulden für die Schließstifte.
Seit 1. Jänner 2006 muss auch privaten Zustellern der Zugang zu den Brieffächern ermöglicht sein, sodass auch diese offiziell diesen Schlüssel benützen dürfen.
Zudem ist schon 2004 der Patentschutz auf diesen Schlüssel gefallen, womit sich jeder diesen bei einem Schlüsseldienst nachmachen lassen kann. Damit ist die ausschließliche Verwendung durch berechtigte Gruppen nicht mehr gegeben.

## Alternativen
Zunehmend kommen Sprechanlagen mit Bildübertragung zur Sprechstelle in der Wohnung auf. Erteilung und Entzug der Zugangsberechtigung für Dienstleister und Besucher kann bei modernen, elektronischen Zutrittssystemen über persönliche, codierte Chipkarte, knopfartige Transponder oder Eingabe eines zu vergebenden Nummerncodes und Programmierung der Anlage erfolgen.
Derzeit, Stand 2022 sind geschätzt noch immer drei Viertel aller Wiener Häuser mit dem Postschlüssel zu öffnen.